# Xavier Fàbregas i Surroca
Xavier Fàbregas i Surroca (Montcada i Reixac, Vallès Oriental, 1931 - Palerm, Sicília, 1985) fou un escriptor, crític teatral, historiador, assagista i pedagog, cap del Departament d’Investigació, director de la Biblioteca del Museu del Teatre i responsable del Gabinet de Publicacions, de l'Institut del Teatre de la Diputació de Barcelona des de l'any 1970 fins al 1985 i director del Centre Dramàtic de la Generalitat de Catalunya entre els anys 1980 i 1981.

Autor d'una obra molt vasta: uns 3.000 articles publicats en revistes i diaris, més de 50 llibres, adaptacions, edicions, pròlegs, un arxiu personal (6.871 fitxes, 101 carpetes, col·leccions de quaderns d’un total de 6.117 pàgines inventariades), blocs, apunts, notes i dietaris. Tal com afirmava Francesc Candel d’aquesta vastissíma producció en destaca la insòlita diversitat d'un pensament enciclopèdic que, en el nostre tombant de segle, ens fa pensar en Xavier Fàbregas com "un veritable home del Renaixement". Podem considerar Xavier Fàbregas com l'estudiós del teatre català més rellevant del segle xx, per la seva manera altament renovadora d'analitzar el conjunt de les arts de l'espectacle amb una metodologia moderna, i reconegut també per l'aportació innovadora a l'antropologia cultural. Sebastià Serrano, considerava que "...des de la perspectiva de la teoria de la comunicació, em sembla, que la seva obra (...) era una de les més consistents que es podien trobar no sols en l'àmbit de la nostra cultura sinó del món". Jordi Coca diu "No crec equivocar-me si dic que Fàbregas és el crític i l'historiador de teatre (i no només de teatre) més complet, més innovador i més sòlid del segle xx al nostre país i un dels més destacats d'Europa, tot i que els més joves no n'hagin sentit a parlar ni sàpiguen què va fer".

## Biografia: les arrels familiars[7]

### Els Surroca
Un paper important en la construcció de la personalitat del Fàbregas nen el va jugar l’avi matern, Enric Surroca i Bessange. Advocat per tradició familiar, com el seu pare. Home sensible, amant de la naturalesa, aficionat a la lectura i a la música, va vetllar perquè la seva filla Josefina, mare d’en Xavier, rebés classes de piano i de cant tot freqüentant el kindergarten de l'escola Mondor, i més tard, les Teresianes de la Bonanova. Va seguir estudiant pintura, a l’acadèmia Baixes de Barcelona, fins que va contraure matrimoni.

### Els Fàbregas
La llegenda familiar explicava molts fets i relats esplèndids de personatges que ben segur van exaltar la imaginació d’un nen brillantment dotat per a la ficció.
Rossend Fàbregas d’Alier, l’avi patern, es va dedicar de jove a córrer món i ja de gran va fundar família. Vidu, es torna a casar amb la que seria l’àvia d’en Xavier Fàbregas: Anna Puig i Duran, neboda del jurisconsult i polític Manuel Duran i Bas i neta de Ramon Duran i Obiols que, entre moltes altres responsabilitats, va tenir, el 1832, la de ser un dels set metges que assistiren Ferran VII al Palau Reial de Madrid.
Aquesta família “sabia valorar tant una peça d’art com un plat d’escudella”. Va ser el cas de Martí Fàbregas i Puig, oncle d’en Xavier, que retrobava en les regles de l'educació el sentit profund i veritable de l’ètica. L’oncle Martí va representar l’ésser que més va influir en el Xavier adolescent i adult, i el que el va iniciar en el joc d’escacs, una disciplina que el net va practicar brillantment, fins al punt de guanyar diversos campionats prestigiosos d'àmbit nacional.
El pare d’en Xavier, Juli Cèsar Fàbregas i Puig, expressió més acabada d’una ànima pacífica, amable i plàcida, va tirar endavant amb discreció i humilitat l’administració d’una loteria de la qual era propietari. Uns anys després la seva esposa va contribuir a l'economia familiar amb una papereria que va obrir a Montcada i Reixac. Xavier Fàbregas no va manifestar mai cap interès per aquestes activitats familiars; en una època en què el comerç representava una certa assegurança de vida, ell va optar, ja de molt jove, per uns altres valors.

## Formació

### Els inicis
Xavier Fàbregas va iniciar la seva educació en català a les escoles Montessori, considerades, abans de la Guerra Civil, capdavanteres a Europa pel que fa a la pedagogia de l’infant. El mètode Montessori, fonamentat en la psicologia sensualista, desenvolupa no solament la memòria dels sentits, sinó el gust de l’ordre i posa especial èmfasi en l'educació de la percepció del nen, tot deixant-li una certa llibertat d’iniciativa. Aquesta pedagogia va deixar en el nen algunes petjades indelebles que el seu comportament davant de la vida o els seus mateixos escrits permeten de valorar substancialment.

### L'elecció professional
Després del batxillerat, amb gran disgust de la seva família, Xavier Fàbregas va renunciar a entrar a la Universitat, lloc que, després de la Guerra Civil i de l'exili o de l'empresonament de molts intel·lectuals, havia pres el color gris de l’uniforme que duia la policia del general Franco. Xavier Fàbregas no se’n va penedir mai. Cap nostàlgia, cap frustració, cap complex, doncs, per no haver-se confinat entre les parets de la universitat espanyola de postguerra i per no haver volgut perdre-hi el temps. Una opinió ben diferent li inspirà més tard el professor Joaquim Molas, del qual va seguir amb admiració, de 1966 a 1970, les classes de literatura als Estudis Universitaris Catalans de l’Institut d’Estudis Catalans.

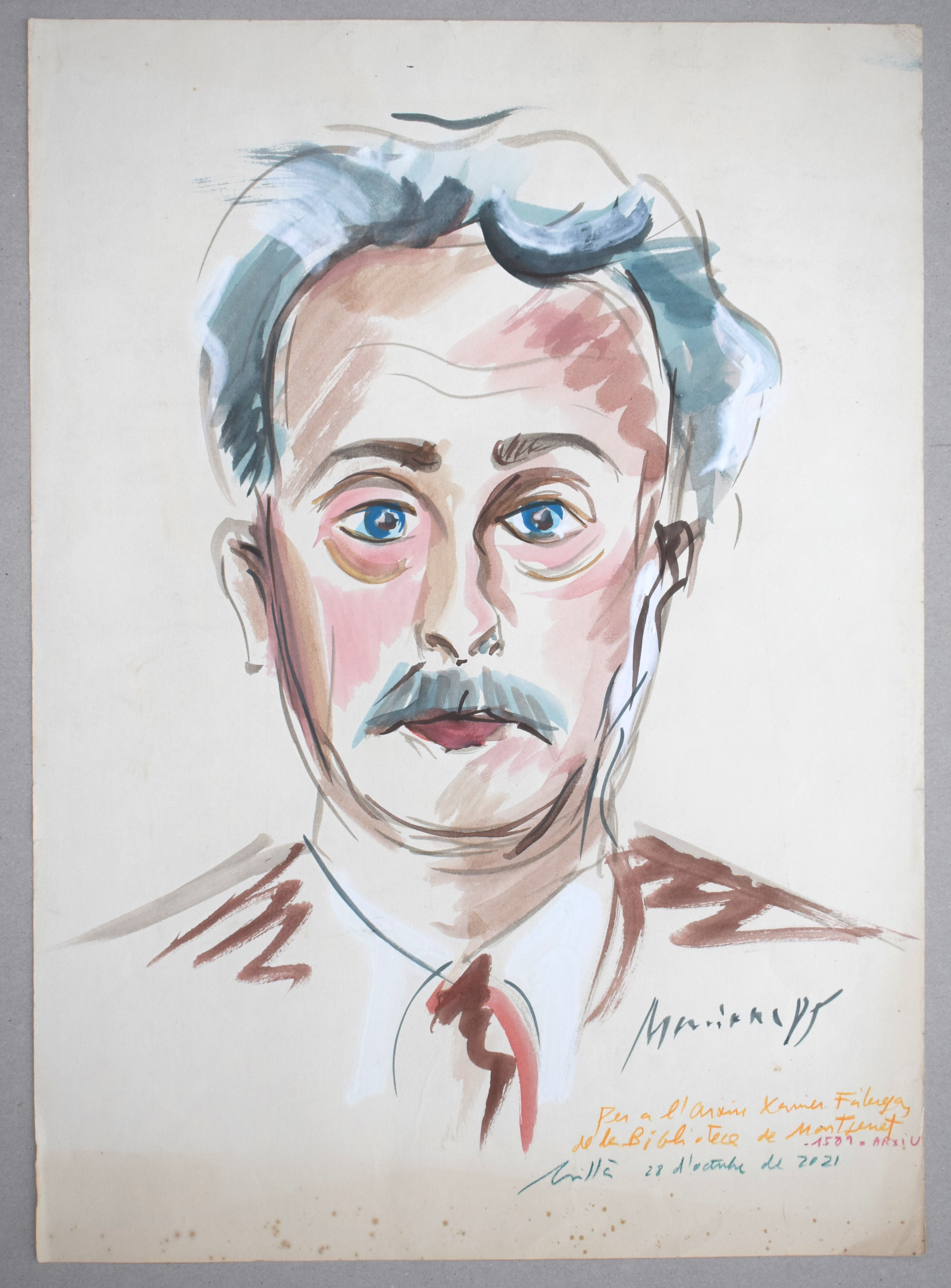
Retrat de Xavier Fàbregas de l'artista Mariona Millà.

Els inicis, però, no van ser fàcils. I per qui ho eren en el context sociocultural de la Catalunya dels anys cinquanta? El que és segur és que mai no va intentar d’instal·lar-se confortablement, com un bon burgès, a la butaca de la intel·lectualitat. La seva autonomia i independència llegendàries, esdevenen avui dia exemplars. Francesc Candel comenta que al pròleg escrit per Xavier Fàbregas per al seu llibre Els altres catalans, la censura li va esporgar el següent fragment "...les seves crítiques envers una burgesia que havia dimitit una funció rectora dins els moviments catalanistes i es va aliar amb les forces de la repressió".
- Max Cahner va impartir-li unes classes de català, a les quals, segons Benet i Jornet, hi va arribar "pel neguit que sentia de poder-ser reconèixer en la pròpia llengua i la pròpia cultura, negades totes dues per l'ordre polític imperant".[9] Albert Manent cita com els seus dos grans mestres Max Cahner i Joaquim Molas. "El primer li va inculcar l'interès pel país -sobretot pels Països Catalans- i pels treballs interdisciplinaris típics del moment, que barrejaven història, geografia, literatura, llengua... I crec que en Max, amb la seva tossuderia mestrívola, li va ensenyar a muntar llibres, vull dir a fer una obra atractiva partint d'originals dispersos i heterogenis. Després en Molas l'ensinistrà en els secrets de la bibliografia, de les citacions ben fetes i de la recerca de manuscrits i fonts. Com a mestre rigorós, també tossut però sense la càrrega germànica, en Molas el va acabar de formar i em sembla que el va decantar cap a l'estudi del teatre."[10] Fou Joaquim Molas qui va intuir la seva capacitat per dedicar-se a tractar el tema del teatre "vaig començar a investigar sobre el teatre quan no ho feia ningú i en el moment que va sortir en Fàbregas ho vaig deixar de fer perquè no valia la pena; ja ho feia ell i, a més, ho feia molt millor".[11] Molas també, "el mestre" i amic, li va facilitar l'entrada com a crític de teatre a la revista Serra d'Or i li encarregà textos per a Edicions 62 dins l'Antologia Catalana.[9] Segons Josep Maria Benet i Jornet, Molas "li va donar un pla de treball adequat a les seves facultats i al seu entusiasme".[12]

### L'investigador, escriptor i pedagog

#### Les etapes
De les seves múltiples facetes, destaquem quatre aportacions principals: la seva continuada dedicació a la tasca de periodista crític de les arts de l'espectacle arreu de Catalunya amb una dimensió ideològica, literària i teatral, la faceta d'historiador del teatre català, definint períodes i conceptes i descobrint autors amb criteris científics, la faceta d'investigador tant del teatre, com dels espectacles parateatrals o de les manifestacions de la cultura popular i finalment la faceta de teòric reflexionant constantment sobre la naturalesa del fet teatral.
Apuntem quatre períodes dins de la seva producció:
- De 1950 a 1956, el jove aspirant a escriptor continua els seus exercicis poètics i narratius, tot treballant de freelance amb aquell optimisme, aquella passió tranquil·la que li inspirava la vida i que mai no el va deixar.

- De 1956 a 1966, desenvolupa una etapa d’editor i de dramaturg. Estrena en els teatres catalans més renovadors, compromesos i representatius del moment, amb directors distingits i amb actors dels més brillants d’aquella generació.

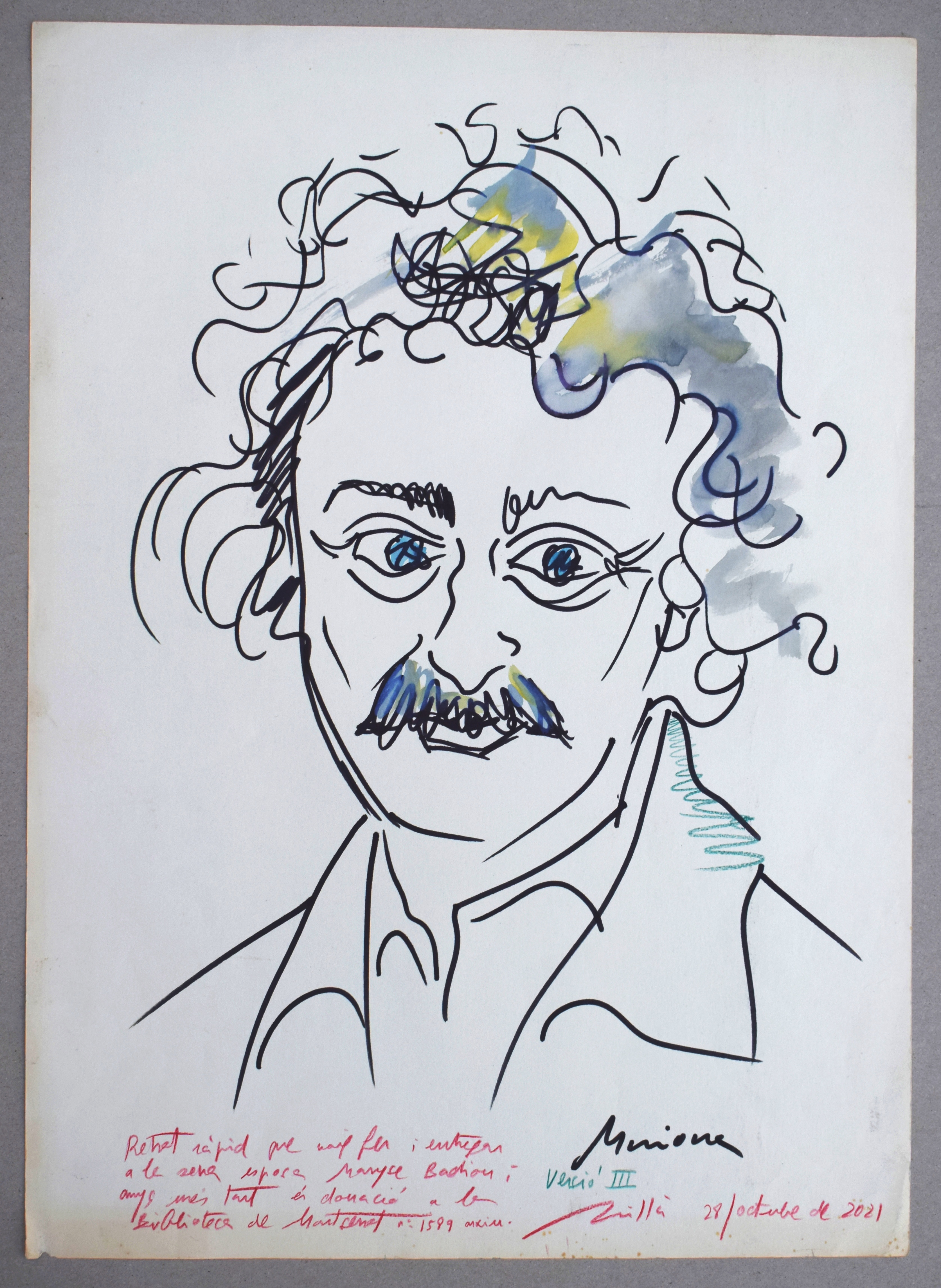
Retrat de Xavier Fàbregas de l'artista Mariona Millà

- Retrat de Xavier Fàbregas de l'artista Mariona MillàDe 1966 a 1976, Xavier Fàbregas entra en la fase de treball pedagògic i d’investigació teatral sistemàtic, rigorós, erudit i exigent. Acaba per imposar-se com a autoritat indiscutible en la història del teatre català a través de les seves crítiques a revistes com Serra d'Or, des de 1958[13] i de manera sistemàtica a partir de 1966 fins a l'any de la seva mort. L'any 1970 va entrar a formar part del consell de direcció de la revista[13] i segons Manent "Fàbregas era una peça bàsica en l'equip perquè equilibrava l'excés de "culturalisme" del conjunt, ens obria finestres a d'altres ambients o ens connectava amb persones que sovint no tenien tribuna. (...). Gràcies a ell es van integrar noms que no escrivien en català i les seves extenses relacions ens permetien d'arrodonir dossiers temàtics o fins i tot de tractar qüestions que eren absents de la revista".[12] També exercí la crítica en altres revistes o diaris com El Correo Catalán, des de 1971 fins 1974, Primer Acto els anys 1972 i 1973, Destino des de 1973 fins al 1977, al Diario de Barcelona, des de 1974 fins al 1976 quan s'incorporà al recent aparegut diari Avui fins al 1978, a El Noticiero Universal, des de 1979, a la Hoja del Lunes, el 1982 i posteriorment a La Vanguardia, a partir de 1982[14][15] i El Público des de 1983 al 1985. Joan-Antoni Benach destaca els treballs que portava a terme "sobre els grups que operaven a Catalunya en unes condicions de marginalitat més o menys acusades esdevenien la pista segura per al coneixement d'una realitat que circulava al marge de l'activitat escènica que oferia la cartellera comercial, a la qual els diaris havies d'atorgar una atenció preferent" i també la seva voluntat d'anar més enllà del teatre independent que es feia a Barcelona interessant-se tant pel teatre de "comarques" com el que es feia al País Valencià o a les Illes, esdevenint-ne el "cronista oficial".[14] Benet i Jornet destaca les dues facetes com a crític i com a historiador; com a crític d'espectacles infatigable i crucial en valora "la seva capacitat a fer de caixa de ressonància dels fenòmens artístics de cada moment, de les inquietuds, des interessos, de les polèmiques, de les tensions, de les expectatives i les esperances de cada moment. Pel que fa al vessant d'historiador Benet i Jornet afirma que "com a historiador del teatre català no és que fos el millor, és que va ser l'únic, almenys l'únic a posseir una metodologia no arnada, un punt de vista ambiciós i d'intenció rigorosa, una visió positiva i entusiasta dels fenòmens escènics que se succeïen al món i que servien de punt de referència als del nostre país".[9] Aquesta vessant com a historiador el portà a publicar la seva nova Història del teatre català, que superava amb escreix la publicada l''any 1967 per Francesc Curet on cal destacar, segons Enric Gallén les aportacions següents: "l'assumpció del teatre no com un fet aïllat, com plantejà Curet, sinó connectat, d'una banda, amb el conjunt de manifestacions culturals, condicionades totes elles perls avatars històrics, i, d'altra, amb les línies de força de desenvolupament general de la literatura catalana moderna i, també, de l'estrangera; la vindicació d'una tradició, la popular, que per raons ideològiques i estètiques havia estat marginada i bescantada per la historiografia establerta, i la fixació de les grans línies de força - autors, corrents, influències...- del teatre modern i contemporani que culminà, de fet, amb la promoció d'aquells autors vinculats o vehiculats a través de l'anomenat teatre independent, els quals Fàbregas encoratjà sobretot mitjançant el seu paper de crític i d'editor.[15]

- De 1976 a 1985, és la maduresa d’una obra àmplia, densa, multidisciplinària, oberta a les manifestacions parateatrals. És l’època en què es revelen les seves inquietuds per l’antropologia cultural i la semiologia, i que brilla en l’assaig. Enric Gallén destaca l'aportació de Xavier Fàbregas a favor de la renovació metodològica i la reflexió antropològica valorant el teatre com a "teatre-espectacle" i no només des del punt de vista "teatre-literatura". L'interès pels espectacles parateatrals es plasmà en dos treballs: Cavallers, dracs i dimonis (1976) i Iconologia de l'espectacle (1979), revaloritzant, des del punt de vista semiològic, les festes populars catalanes i interessant-se pels espectacles com els pessebres, les processons de miniatura, les batalles, els teatrins, els autòmats i les tradicions parateatrals com la festa del foc, el Carnestoltes, els gegants, les "santatonades" dels Ports de Morella i, en l'àrea d'expressió corporal, el mim, la pantomima o les marionetes.[15] El mateix Xavier Fàbregas analitza les inquietuds dels grups que formaven part de l'anomenat "teatre de comarques" entre els anys 1967 i 1968, les vicissituds del premi Josep M. de Sagarra, integrat en un principi, dins les vetllades literàries dels Premis de Santa Llúcia, la creació i consolidació del "Cicle de Teatre per a nois i noies" iniciat l'any 1967 per la revista infantil Cavall Fort, la iniciativa del teatre de cabaret de la mà de Feliu Formosa i que fou representat a la Cova del Drac, la iniciativa del "Cicle de Teatre Llatí", de la mà de Xavier Regàs o el poc afortunat Teatro Nacional de Barcelona estrenat l'any 1968, un teatre de funcionaris molt lluny de la realitat col·lectiva.[16] A partir de 1970 entrar a formar part de l'equip de L'Institut del Teatre, de la mà de Hermann Bonnín. Des de l'Institut del Teatre de la Diputació de Barcelona, – i com a responsable de la Biblioteca del Museu del Teatre i del Gabinet de Publicacions–, a l'edifici del Palau Güell, impulsà edicions i relacions, va revifà publicacions aturades l'any 1939, inspirà estudis històrics i investigacions, racionalitzà els fons documentals i "conspirà" per fer emergir un teatre català arrelat a la seva tradició, i alhora compromès amb la lluita antifranquista, amb la contemporaneïat i amb els corrents de fora.[17] Durant els anys de la transició, a partir de 1975, és espectador i cronista del moviment associatiu del professionals del món del teatre, amb manifestos com el titulat Per una alternativa a la situació del teatre a Catalunya, reivindicant la creació d'un Teatre Municipal de Barcelona i d'un Teatre de Catalunya o bé la promulgació d'una Llei de Teatre i l'aparició del Grec-76 "imposant la seva eròtica i el gust per al desafiament a unes estructures decididament envellides."[18] Gonzalo Pérez de Olaguer fa esment de la seva implicació en els primers anys de la Fira del Teatre de Tàrrega, "L'alcalde de Tàrrega d'aleshores va trucar a Fàbregas, responsable del teatre de la Generalitat, amb la idea d'animar la festa major targarina amb algun "bullit" teatral. Fàbregas li va parlar de Joan Font i Comediants i els va posar en contacte. I així va néixer la primera fira."[19]

#### L’home orquestra
La posició estratègica que Xavier Fàbregas tenia des de les editorials, els comitès de redacció de les revistes i diaris on exercia la crítica teatral i literària, en alguna ocasió li va permetre descobrir obres i autors, tant clàssics com moderns, que va contribuir a fer conèixer. Pensem en les seves aportacions substancials a l’obra d’Àngel Guimerà, o també a la del dramaturg Rodolf Sirera, que va descobrir al Premi Ciutat d’Alcoi 1971. A través dels seus desplaçaments a les comarques o des de l'Institut del Teatre mateix transmetia la seva documentació i informació als actors, directors, grups de teatre que li demanaven assessorament. Així, va suggerir molts textos per a ser representats o produïts a vegades a nivell institucional. També, quan se li demanava, solia donar el seu parer sobre el repartiment i el possible director de l'espectacle, tal com va ser el cas de Deixeu-me ser mariner, de Jaume Serra i Fontelles, on, a part de l’assessorament en el repartiment, va escollir el compositor i músic Carles Berga i va suggerir el director italià Beno Mazzone, en considerar interessant i útil per al teatre català invitar directors de fora per confrontar-los amb el repertori català clàssic i modern. Després d’aquest procés havia de fer gairebé sempre la crítica d’allò que en un principi ell mateix havia distingit.

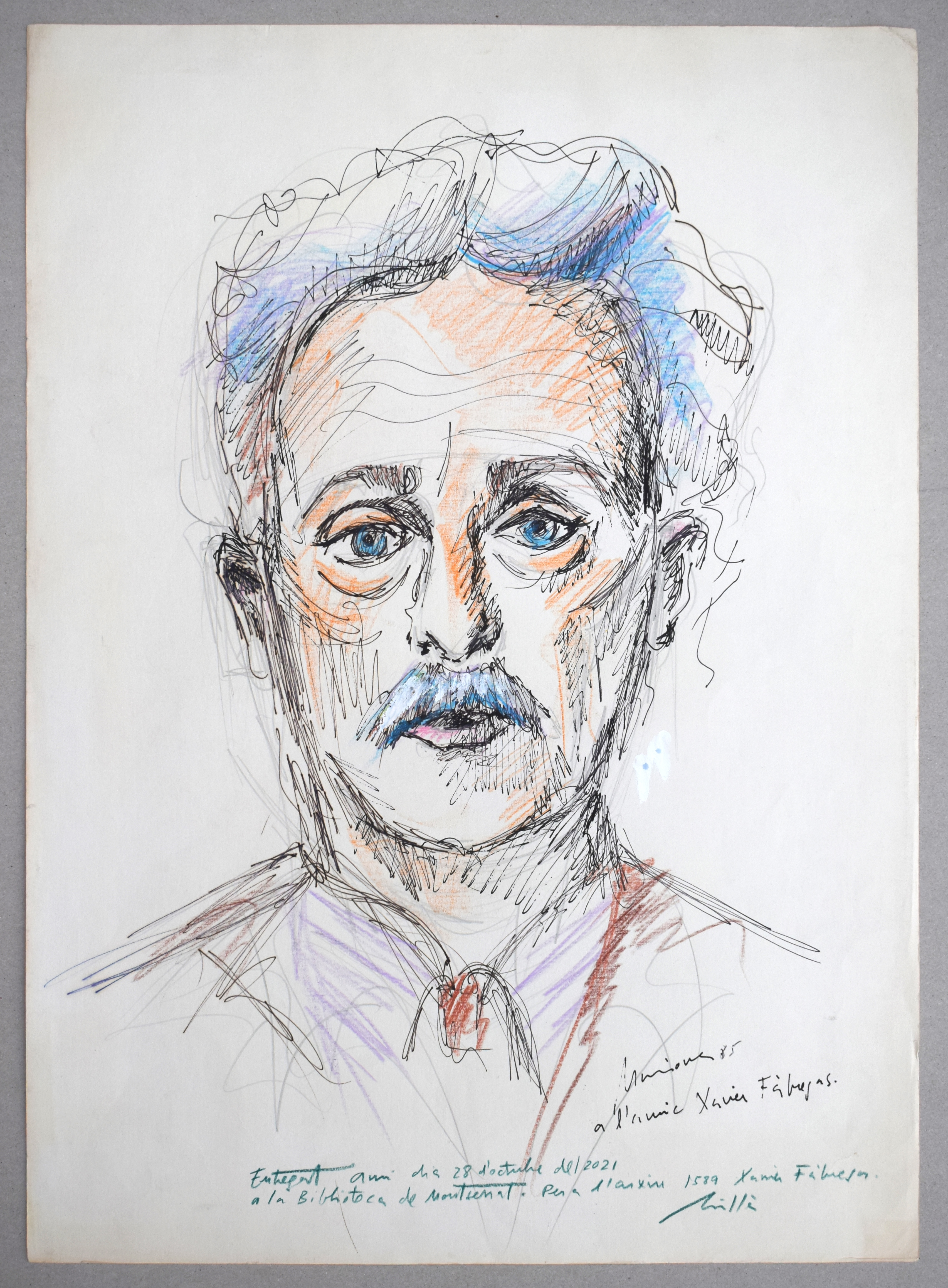
Retrat de Xavier Fàbregas de l'artista Mariona Millà.

Si bé hem de relativitzar la importància d’aquests fets, que no es produïen tampoc de manera sistemàtica, no podem perdre de vista que no és freqüent que una persona hagi tingut la possibilitat tan directa d’incidir en molts fronts de la vida teatral, per no dir cultural, d’un país. Pensem, entre d'altres, en la seva vinculació amb l’antiga Junta Assessora d’Activitats de la Fundació Miró, amb els serveis culturals de diverses Caixes, com ara la de Sabadell, amb diferents organismes culturals del país, entre altres l'Òmnium Cultural. Només la clara consciència de la situació conjuntural catalana, conseqüència d’una determinada història política i social, el va conduir a acceptar aquest paper, els perills del qual no li escapaven, i que aconseguí conjurar amb la seva permanent actitud ètica.

#### Carisma d'un home de qualitat
La gran dedicació de Xavier Fàbregas a una ininterrompuda tasca d’investigació no el va descartar mai del contacte amb la vida. Dels seus freqüents viatges a peu a través de les terres catalanes, del plaer de viure en plena naturalesa, de capbussar-se sota les onades del mar, d’intercanviar impressions amb el pagès, d’establir una meravellosa complicitat amb els animals i de jugar com pocs adults ho saben fer amb els nens, des de viure sensualment el món, passant pels plaers de la gastronomia, del ballar, del cantar, del disfressar-se, d’inventar quotidianament mil sorpreses, d’explicar mil acudits, fins a ser atent amb tothom. Així era Xavier Fàbregas, home d’una extraordinària disponibilitat que s’oferia incansablement, a la família, als amics, a l'estudiant… com si fos permanentment de vacances.
Xavier Fàbregas condensava un nombre impressionant de qualitats humanes i artístiques que rarament es troben reunides en una mateixa persona; qualitats que li donaven aquella presència inaudita i aquell carisma infal·lible que molts han sabut valorar.

#### Estratègia i visió de futur
Aquest sentit del joc, Xavier Fàbregas el canalitzava a través d’una estratègia que podríem emparentar amb la del jugador d’escacs. Resulta palesa en la seva tasca de pedagog o de crític militant i, també, en la seva preocupació, en aquell context de “crisi” política, per ocupar els llocs clau de la premsa. Això, a fi d’iniciar una obertura des de dintre i contribuir a la formació de les joves generacions.
Participa d’aquesta actitud el fet d’haver col·laborat al diari Avui des de la seva sortida, d’haver volgut ser en aquell mitjà nascut amb voluntat de contribuir al canvi del país. I també a La Vanguardia, que va fer un gir en la seva política cultural quan Xavier Fàbregas s’hi va incorporar. El 1983, en efecte, el diari va inaugurar la publicació de dues pàgines en llengua catalana en el seu suplement de cultura.
Xavier Fàbregas exercia l'estratègia del jugador d’escacs quan feia entrar al diari que el sol·licitava com a crític teatral, i juntament amb ell, un jove crític de la seva confiança que actuava de segon. D’aquesta manera, quan més endavant un altre òrgan de premsa el fitxava per una col·laboració permanent a la secció de teatre, procurava que aquell jove crític es quedés de titular al periòdic inicial i s’arreglava per incorporar un nou ajudant (el seu “dakoi”) al nou mitjà.
L'estratègia que Xavier Fàbregas va mantenir, contra vent i marea i amb visió de futur, durant tota la seva vida, ha forjat una obra atípica, de gran abast i summament coherent.

### Cronologia[20]
| 1931          | El 18 d’agost neix Xavier Fàbregas i Surroca, de Josefina Surroca i Sanz i de Juli-Cèsar Fàbregas i Puig, a Montcada i Reixac (Vallès Occidental) on el seu besavi matern, advocat, havia fet construir la seva casa d’estiueig. |
| 1934          | Neix Montserrat Fàbregas i Surroca, la seva germana, segon i últim fill del matrimoni Fàbregas-Surroca. |
| 1936-39       | Estudia successivament a les escoles Montessori, a la Ciutat Vella, i Cardoner, a Barcelona. |
| 1939          | La seva família s’instal·la definitivament a Montcada i Reixac. |
| 1939-43       | Estudis a l'escola La Salle de Montcada i Reixac. |
| 1943-49       | Cursa el batxillerat a l’Escola Pia del carrer Balmes, de Barcelona. |
| Circa 1950    | Col·labora al butlletí de l’ABI (Associació Benèfico-Instructiva), al carrer de Colom, de Montcada i Reixac. |
| 1951-54       | Col·labora a la revista Tertulia. |
| 1955-56       | Professor d’esperanto a Montcada i Reixac. |
| 1956          | Es casa amb Maria Mercè Estrada i Barniol. |
| Circa 1956    | El seu pastís de boda està servit, senyor, inèdit. |
| 1957          | Neix el seu fill Jordi. |
|               | Agua y el Sr. Smith, còmedia que traduïda amb el títol Partits pel mig és representada per la companyia Maragall al Teatre Romea, el 9 de gener, dirigida per Esteve Polls. Partits pel migés editada per l'editorial Nereida aquest mateix any. |
|               | Col·labora a la revista La Jirafa, de gener a juny. |
|               | El mensaje, obra de teatre inèdita. |
|               | El rapto de Elena, obra teatral editada amb el títol El nuevo rapto de Elena, ed. Occitània, col·lecció El Sombrero de Dantón (59 p.). L’obra serà estrenada amb direcció de Ramiro Bascompte al Teatre Candilejas, de Barcelona, el 31 de juliol de 1964. |
| 1957-63       | Col·labora al diari Solidaridad Nacional. |
| Circa 1958-69 | Entra a l'editorial Espasa Calpe. |
| 1958          | El mar junto a las rocas, obra de teatre inèdita. |
|               | Quizás mañana..., drama escrit en col·laboració amb José Castillo Escalona. Estrenat al Teatre Alexis el 1959 i reprès el 1960 al Teatre Candilejas. |
| 1958-59       | Col·labora a la revista Índice de Artes y Letras, de Madrid. |
| 1958-61       | Col·labora a la revista Correo de la Radio. |
| 1959          | El invitado a la fuerza, obra de teatre inèdita. |
|               | Gulliver en la luna, fantasia infantil escrita en col·laboració amb José Castillo Escalona, inèdita. Aquesta obra és estrenada al Teatre Candilejas |
| circa 1960    | El mundo patas arriba, inèdit. |
| 1960          | Neix la seva filla Maria Rosa. |
|               | Caperucita y la oveja feroz, obra de teatre inèdita. |
|               | Opositor a cadáver, relat escènic inèdit. |
|               | El nuevo mensaje, obra de teatre inèdita, guanyadora del premi TEU de la Universitat de Barcelona. |
| 1960-61       | Col·labora a la revista La Pipironda. |
| 1960-65       | Col·labora a la revista Moncada. |
| 1960-68       | Inicia de manera sistemàtica les seves investigacions sobre teatre als arxius i hemeroteques de Barcelona. (Aquestes investigacions van ser més intenses entre 1960 i 1968). |
| 1960-85       | Participa en nombrosos congressos de l’Associació Internacional de Crítics de Teatre i de l’Associació Internacional de Biblioteques i Museus de les Arts de l’Espectacle. Pren part en les trobades celebrades arran del Festival de les Arts Tradicionals, de Rennes; dels Incontroazione de Palerm; de les II Jornades de Teatre Clàssic Espanyol d’Almagro. És fundador i membre de l’Associació Internacional de Semiologia de l’Espectacle, que celebrarà el primer congrés a Brussel·les el 1981; de l’Escola Internacional d’Antropologia, amb seu a Bonn. És membre de l’ICA (Institut Català d’Antropologia). Una tal participació es tradueix en ponències i conferències: a la Biennale de Venècia; a les universitats de Palerm, Tolosa de Llenguadoc i Madrid; al Festival de Teatro de Manizales (Colòmbia), etc. |
| 1961          | Funda l'editorial Trimer amb Josep M. Mas i Godayol. Inicia la col·lecció Temas de hoy. |
| 1961-85       | A part de les col·laboracions assídues de crítica o d’assaig a la majoria de les publicacions especialitzades del país, escriu per a altres revistes catalanes com Presència, Universidad 61, Oriflama, Tele-estel, Perspectiva escolar, L’Avenç, etc. També col·labora en revistes estrangeres com Information du spectacle i Obliques, de París; Il drammai Biblioteca teatrale, de Roma; Sipario, de Milà; The New International Drama, de Nova York; Cahiers Théâtre Louvain, de la Universitat de Lovaina; Annuaire International du Théâtre, de l’Associació de Crítics de Teatre, publicat a Varsòvia. |
| 1962          | Los inventos, de la piedra tallada al propulsor atómico, Barcelona: Bruguera, 1962.- 291 p. |
|               | Los dictadores, de Calígula a Hitler, ed. Trimer, 157 p. |
|               | Australia, publicada sota el pseudònim “Royal Curtis”, ed. Plaza y Janés. |
| 1962-68       | Fundador de la Peña Ajedrez Moncada; n’és el primer jugador en aquests anys. Més endavant freqüenta el Club Ajedrez Tívoli de Barcelona, amb el qual guanya diversos premis. |
| 1962          | El Hombre.- Barcelona: Bruguera, 1962 |
| 1963          | Cleopatra, publicada sota el pseudònim “Arno G. Milne”, ed. Bruguera, 191 p. |
|               | Funda l'editorial Occitània amb Mercè Lloret i Joaquim Montesinos. Crea la col·lecció El Sombreo de Dantón, que surt també en català amb el nom d’El Barret de Danton. |
|               | La reconquista del paraíso.- Barcelona: Trimer, 963.- (Temas de Hoy; 4).- 188 p. |
|               | La Costa Brava, de Blanes a Port-Bou, ed. Bruguera, 158 p. |
| 1963-64       | Assisteix a les classes de català impartides per Max Cahner. |
| 1964          | Pobre burgès!, obra de teatre inèdita. |
|               | Llibre d’hores, contes inèdits. |
|               | Aquesta terra, obra de teatre inèdita, Premi Ignasi Iglésias 1965 en els Jocs Florals celebrats a París. Estrenada el mateix any a Tolosa de Llenguadoc. |
| 1965          | Neix el seu fill Albert. |
|               | El cuerpo humano, ed. Bruguera, 3a edició, 1972, 324 p. |
| 1965-69       | Professor de l'Escola d’Art Dramàtic Adrià Gual. |
| 1965-77       | Col·labora amb la revista Tretzevents (L’Infantil). |
| 1965          | Grandes pintores.- Barcelona: Bruguera, 1965 |
| 1966          | El baile español, ed. Planeta. |
|               | Simfonia americana, obra en un acte en vers i en prosa. Estrenada poc després a La Cova del Drac pel Teatre de Prop. |
|               | Història del teatre universal, ed. Bruguera, 109 p. |
| 1966-70       | Assisteix a les classes de literatura catalana impartides per Joaquim Molas als Estudis Universitaris Catalans de l'Institut d’Estudis Catalans. |
| 1966-85       | Col·labora a la revista Serra d’Or. |
|               | Forma part de la gran majoria de jurats de premis de teatre: Oriflama Aventura, Premi Josep M. de Sagarra, Premi de la crítica de Serra d’Or, Premi Ciutat de Granollers, Premi Penya Joan Santamaria, Premi Ciutat d’Alcoi, Premi Ciutat de Sabadell, Premi Cavall Fort, Premi Josep M. Arnau d’Arenys de Mar, Premi Ignasi Iglésias, Premi Joan Crexells, I Campanya de Teatre de la Caixa de Pensions, Premi Sociedad General de Autores de España i Premi Eduard Escalante. |
| 1967          | Juegos de manos.- Barcelona: Toray, 1967. |
|               | Pròleg i edició de Sainets de la vida picaresca (1800-1868), llibre confegit amb alguns dels textos incorporats a Balades del clam i de la fam, dins Antologia Catalana, núm. 33. |
|               | Balades del clam i de la fam, recull de textos de la primera meitat del segle xix, alguns dels quals procedeixen de Sainets de la vida picaresca (1800-1868). Espectacle estrenat per la Companyia de l’Escola d’Art Dramàtic Adrià Gual a la Cúpula del Coliseum, el 27 de juny, amb direcció de Josep Anton Codina. |
|               | Catalans terres enllà, ed. Bruguera, 290 p. |
|               | Traducció de l’occità del llibre de Léon Cordas La font de bones gràcies, ed. Occitània, col·lecció El Barret de Danton, núm. 7, 65 p. |
| 1968          | Víctor Balaguer, Les esposalles de la morta; Raig de lluna, pròleg i edició, Edicions 62, col·lecció Antologia Catalana, núm. 38. |
|               | Teatre de Sartre, pròleg, ed. Aymà, Quaderns de Teatre, núm. 21. |
|               | Participa en el VI Curs Internacional d’Història del Teatre a Venècia, organtizat per l’Istituto Internazionale per la Ricerca Teatrale, pertanyent a l’International Federation for Theatre Research. |
|               | El Teatre. Dins: Dolça Catalunya. Els catalans.- Barcelona:Mateu, 1968 |
| 1968-74       | Recorre tot Catalunya a fi de promoure l’organització d’una xarxa de grups independents, tasca que culmina en la celebració de diverses assemblees i que es concreta en el funcionament de circuits més o menys estables. Es poden esmentar, entre d'altres, l’Assemblea de Torrelles de Llobregat (1968); de Terrassa (1969), on assisteixen 60 delegats de grups; Mataró (1969); Reus (1970), etc. Aquestes trobades van acompanyades de conferències, col·loquis, taules rodones, etc. |
| 1969          | La gata Cristy, comèdia musical escrita en col·laboració amb José Castillo Escalona, música de Josep Freixas. Estrenada a la Unión Cooperativista de Barcelona el 1969. |
|               | Apel·les Mestres: Gaziel ; Els sense cor, pròleg i edició, Edicions 62, col·lecció Antologia Catalana, núm. 48. |
|               | Àngel Guimerà, L’Aranya, Edicions 62, pròleg i edició, col·lecció Antologia Catalana, núm. 58 |
|               | Teatre català d’agitació política, Edicions 62, Llibres a l’abast, 74, 315 p. |
| 1969-70       | Col·labora a la revista Cavall Fort. |
| 1969-85       | Col·labora en diverses enciclopèdies i anuaris: Gran Enciclopèdia Catalana, Enciclopèdia Espasa, Enciclopedia Larousse (edició castellana), Enciclopèdia Labor, Diccionari de Literatura Catalana (1979), Catalunya dia a dia, El año literario, etc. |
| 1970          | Frederic Soler, Els herois i les grandeses, pròleg i edició, Edicions 62, col·lecció Antologia Catalana, núm. 60. |
|               | Pròleg a Josep Ma Benet i Jornet: Fantasia per a un auxiliar administratiu; Cançons perdudes.- Palma: Moll, 1970 |
| 1970-71       | Assessor d’espais dramàtics al circuit català de TVE. |
| 1970-77       | Cap del Departament de Teatre de la Universitat Catalana d’Estiu a Prada. |
| 1970-78       | S’encarrega de diverses emissions de ràdio (Radio Nacional). |
| 1970-85       | Fundador i director de la col·lecció El Galliner (Llibres de l’Escorpí/Teatre), Edicions 62. |
|               | Cap del Departament d’Investigació, director de la Biblioteca del Museu del Teatre i responsable del Gabinet de Publicacions, de l'Institut del Teatre de la Diputació de Barcelona. (Els anys d’incorporació com a cap del Servei de Teatre i Cinematografia del Departament de Cultura i Mitjans de Comunicació de la Generalitat de Catalunya, no exerceix els càrrecs a l’Institut del Teatre.) |
| 1971          | Estrena de la seva adaptació deLa filla del mar, d’Àngel Guimerà, al Teatre Poliorama amb direcció de Ricard Salvat, el 14 de gener. |
|               | Adaptacions per a TVE de Nausica, de Joan Maragall; Baldirona, d’Àngel Guimerà, i de Primera història d’Esther, de Salvador Espriu, entre d'altres. |
|               | Àngel Guimerà. Les dimensions d’un mite, Edicions 62, Llibres a l’abast, 91, 265 p., obra guanyadora del Premi Antoni de Bofarull del Centre de Lectura de Reus (1970). |
|               | Entre Catalunya i Aragó: viatge per la frontera de la llengua, ed. Selecta, 241 p. |
|               | Pròleg a: Ricard Salvat: Els meus muntatges teatrals.- Barcelona: Edicions 62, 1971, 98 p. |
| 1971-85       | Director de la revista Estudios Escénicos de l'Institut del Teatre de la Diputació de Barcerlona, revista que s’ha convertit en Estudis Escènics a partir del setembre de 1980. |
| 1972          | Adaptacions teatrals: A l’Àfrica, minyons!, (reculls de textos del segle xix que fan al·lusió a la campanya del Marroc de 1859), Palma, ed. Moll, Biblioteca Raixa, 217 p. El llibre inclou el text teatral Francesos, liberals i trabucaires, que s’estrenarà més endavant. |
|               | Aproximació a la història del teatre català modern, ed. Curial, Biblioteca de Cultura Catalana, 322 p. |
| 1972-73       | Col·labora a la revista Primer Acto. |
| 1972-74       | Col·labora al diari El Correo Catalán. |
|               | Col·labora a la revista Yorick. |
| 1972-85       | Membre de la Junta Consultiva de l’associació Òmnium Cultural. |
| 1973          | Col·labora a la Guia de Literatura Catalana Contemporània, Edicions 62. |
|               | Introducció al llenguatge teatral, Edicions 62, 109 p. |
|               | Pròleg a Joan Brossa, Teatre Complet, I. Poesia escènica : 1945-1954.- Barcelona: Edicions 62, 1973. |
| 1973-77       | Col·labora a la revista Destino. |
| 1974          | Pròleg a Joan Oliver, Teatre original. Obres completes, 2, ed. Proa. |
|               | Gigantes de la pintura.- Barcelona: Bruguera, 1974 |
| 1974-76       | Col·labora al Diari de Barcelona. |
| 1974-79       | Col·labora a la revista Els Marges. |
| 1975          | Es llicencia en Arts Dramàtiques per poder continuar exercint a l'Institut del Teatre. |
|               | Pròleg a Ezequiel Vigués “Didó”, Teatre de putxinel·lis, Institut del Teatre/Edicions 62, Monografies de Teatre, núm. 2. |
|               | Les formes de diversió en la societat catalana romàntica, ed. Curial, Biblioteca de Cultura Catalana, 304 p. |
|               | Dirigeix la col·lecció Monografies de Teatre, de l’Institut del Teatre de Barcelona. |
|               | Edició de: Albert LLanas: Trenta anys de teatre.- Barcelona: Edicions 62, 1975 |
| 1976          | Infants, quissos i mixetes (recull de contes), Publicacions de l’Abadia de Montserrat, 143 p., 2a edició, 1982. |
|               | Estrena de Faixes, turbants i barretines, espectacle produït per l’Assemblea d’Actors i Directors de Barcelona, basat en A l’Àfrica minyons!. Teatre Grec de Montjuïc, 26 d’agost. |
|               | El teatre o la vida, ed. Galba, col·lecció Punts de referència, 206 p. |
|               | Cavallers, dracs i dimonis, (fotografies de Pau Barceló), Publicacions de l’Abadia de Montserrat, 263 pp. |
|               | Francesos, liberals i trabucaires, obra de teatre estrenada pel Sindicat d’Actors i Directors al teatre Grec de Barcelona. |
|               | De l’Off Barcelona a l’acció comarcal, Publicacions de l’Institut del teatre/Edicions 62. Monografies de Teatre, núm. 6, 165 p. |
| 1976-78       | Col·labora al diari Avui. |
| 1976-82       | Col·labora a la revista Pipirijaina. |
| 1977          | Participa al 1r Congrés de Teatre Underground organitzat per la UNESCO, director Eugenio Barba, Bèrgam (Itàlia). |
| 1977-78       | Té a càrrec seu diverses emissions de ràdio de periodicitat diària comentant els espectacles teatrals i les festes populars parateatrals. |
| 1978          | Història del teatre català.- Barcelona: Millà, 1978 |
|               | Forma part de la Junta d’Activitats de la Fundació Miró, amb especial dedicació a les activitats de teatre. (Setmana Internacional del Mim, 1987). |
|               | Pròleg a Serafí Pitarra: L'Esquella de la torratxa.- Barcelona: Edicions 62, 1978. |
|               | Pròleg a Vicent Andrés Estellés: Oratori del notres temps.- València: Eliseu Climent, 1978. |
| 1979          | Sainets del segle XIX, pròleg i edició.- Barcelona: Edicions 62: La Caixa, 1979.- (MOLC; 13). |
|               | Col·labora al diari El Noticiero Universal, del mes de març al mes de maig. |
|               | Iconologia de l'espectacle, Edicions 62, Llibres a l’abast, 189 p. |
|               | Tradicions, mites i creences dels catalans (fotografies de Jordi Gumí), Edicions 62, 278 p. |
|               | Escriu el guió d’una Història del Teatre Català, en 13 capítols, que roman inèdita, per al circuit català de Televisió Espanyola. |
|               | Teatre Principal o antic teatre de la Santa Creu de Barcelona: 1579-1979.- [Barcelona: CEDAEC, 1979] |
| 1979-85       | Dirigeix la Col·lecció Popular de Teatre Clàssic Universal, Barcelona, Publicacions de l’Institut del Teatre/ ed. Bruguera. Els pròlegs d’aquesta col·lecció són redactats pel mateix Xavier Fàbregas fins al núm. 26. |
| 1980          | Dicta un gran nombre de cursos especialitzats, com per exemple “Els corrents del teatre contemporani”, a la Universitat Autònoma de Barcelona. |
|               | És nomenat Cap del Servei de Teatre i Cinematografia del Departament de Cultura i Mitjans de Comunicació de la Generalitat de Catalunya, càrrec del qual dimiteix voluntàriament el setembre de 1981, Les representacions al Romea van aixecar una forta polèmica per l'ús d'un llenguatge que, en certs sectors, es considerà de mal gust i provocatiu, causant la crítica d'Albert Manent, aleshores director d'Activitats Artístiques de la Generalitat, que arribà a proposar canvis en el text. La controvèrsia provocà la dimissió de Xavier Fàbregas com a responsable de teatre de la Generalitat, arran de la censura a què es va voler sotmetre el text a causa de les expressions que foren qualificades d'obscenes. L'enrenou arribà fins al Parlament, on el mateix Jordi Pujol criticà l'obra, i el Conseller de Cultura, Max Cahner, va haver de respondre les preguntes que els grups de l'oposició feren sobre el cas. Finalment, però, es representà el text original. Finalment va reintegrar-se a les seves tasques a l'Institut del Teatre. |
|               | Josep M. Folch i Torres i el teatre fantàstic, ed. Millà, 293 p. |
|               | Forma part de la comissió de la campanya Grec-80, de l’Ajuntament de Barcelona. És també col·laborador en l’organització de diversos festivals de teatre: Festival Internacional de Titelles de Barcelona, Festival Internacional de Porto, Festival Internacional de Palerm, Festival de les Arts Tradicionals de Rennes, etc. |
|               | Estudi preliminar i pròleg de: Frederic Soler (Pitarra): Gatades.- Barcelona: Laia, 1980 |
| 1981-85       | Forma part de la Junta Directiva de l'Ateneu Barcelonès. |
|               | Assessor de la col·lecció La Descoberta, Edicions de La Magrana. |
| 1982          | “Del rito a la acción dramática”, curs de deu sessions sobre semiologia de l'espectacle impartit a la Universitat de Granada. |
|               | Pròleg i edició a Teatre modernista, Edicions 62/La Caixa, MOLC, 77. |
|               | De la cuina al menjador, Edicions de La Magrana, 181 p. |
|               | L'encalç, (novel·la), Edicions de La Magrana, col·lecció L’Esparver, 142 p. |
|               | Europa, Europa!, llibre de viatges, Edicions 62, Cara i Creu, 201 p. |
|               | El fons ritual de la vida quotidiana, Edicions 62, Llibres a l’abast, 251 p., V Premi Xarxa d’Assaig. |
|               | Els monòlegs teatrals de Santiago Rusiñol, dins: Santiago Rusiñol (1861-1931): teatre al Palau (ajardinat) de la Virreina, febrer-març 1982.- Barcelona: Ajuntament de Barcelona. Serveis de Cultura, 1982 |
| 1982-83       | Col·labora al periòdic La Hoja del Lunes. |
| 1982-85       | Col·labora al diari La Vanguardia. |
| 1983          | El llibre de les bèsties, zoologia fantàstica catalana (fotografies de Jordi Gumí).- Barcelona: Edicions 62, 1983.- 280 p. |
| 1983-85       | Dirigeix la col·lecció Biblioteca Teatral, de l'Institut del Teatre de Barcelona. |
|               | Col·labora a la revista El Público. |
| 1984          | Forma part del consell directiu d’Història de la Literatura Catalana, Edicions 62/Orbis. |
| 1984-85       | Col·labora a la Història de la Literatura Catalana, Edicions 62/Orbis, en diversos fascicles dedicats als teatre. |
| 1985          | Forma part del consell de direcció i de redacció de la revista Ateneu. |
|               | Es casa amb Maryse Badiou. |
|               | El 10 de setembre mor, sorprès per una crisi cardíaca a Palerm (Sicília). |
|               | Rodolf Sirera pronuncia la lliçó inagugural del curs de l’Institut del Teatre amb la ponència “Cap a una ètica del teatre: Xavier Fàbregas, un exemple”. |
|               | Se li atorga el Premi Nacional d’Activitats Teatrals, per primera vegada concedit a títol pòstum. |
|               | Serra d’Or dedica un dossier a Xavier Fàbregas, sota el títol Un plec de comiat, octubre 1985, núm. 313, p. 15 a 32. |
| 1986          | Publicació dels volums VII i VIII de la Història de la Literatura Catalana, de Riquer, Comas i Molas, Barcelona, ed. Ariel, que inclouen les seves col·laboracions: Àngel Guimerà i el teatre del seu temps (vol. VII, p. 543-600), Frederic Soler i el teatre del seu temps (vol. VII, p. 291-351) i, conjuntament amb Joaquim Molas, La nova literatura popular: tradició i modernitat (vol. VIII, p. 9-69). |
|               | Surt publicat el llibre Barcelone, que inclou els seus articles: Albert Vidal, un homme en cage i Els Comediants par eux-mêmes, París, Autrement Editions, p. 262-267. |
|               | Apareix el volum La Renaixença, Publicacions de l’Abadia de Montserrat, Biblioteca Milà i Fontanals, núm. 4, que inclou la seva col·laboració (p. 61-75). |
|               | Memorial Xavier Fàbregas (exposició i publicació d’un catàleg coordinat per Jaume Ribera i Camprubí, en homenatge a l'escriptor), organitzat per una comissió cívica i patrocinat per la Regidoria de Cultura de l’Ajuntament de Montcada i Reixac. Té lloc a Montcada i Reixac del 9 a l’11 de maig. |
|               | Creació del Premi Xavier Fàbregas sobre el món del pallasso. Creació del Premi Nacional d’Investigació Xavier Fàbregas sobre les arts de l'espectacle dins els Premis Nacionals de Teatre i Dansa. |
|               | El Festival Internacional de Granada dedica la seva quarta edició a la memòria de Xavier Fàbregas. |
|               | Premi Serra d’Or', per unanimitat, a la millor aportació en el terreny de la investigació, de la crítica i de la promoció de les arts de l'espectacle i de les manifestacions parateatrals de Catalunya. |
| 1987          | Les arrels llegendàries de Catalunya, pròleg de Jordi Sarsanedas, Barcelona, Edicions de La Magrana, col·lecció Els Orígens, 20, 359 p. |
|               | Adaptació de La filla del mar, d’Àngel Guimerà, amb introducció de Josep M. Benet i Jornet, Edicions 62, Els llibres de l’Escorpí, col·lecció El Galliner, núm. 100, 197 p. |
|               | El fons ritual de la vida quotidiana, Edicions 62, Llibres a l’abast, 252 p., Premi Xarxa d’Assaig, 1981 (segona edició). |
|               | Teatre en viu (1969-1972), recull de crítiques de Xavier Fàbregas a Serra d’Or, llibre a cura de Maryse Badiou, introducció de Jaume Melendres, Publicacions de l’Institut del Teatre/Edicions 62, col·lecció Monografies de Teatre, 279 p. |
| 1988          | Estudis Escènics (número dedicat a Xavier Fàbregas), coordinació del volum de Joan-Anton Benach, Institut del Teatre de la Diputació de Barcelona, núm. 30, desembre, 232 p. |
|               | Creació d’una Aula de Teatre “Xavier Fàbregas” per part de l’Ajuntament del Vendrell i del Patronat Municipal de Serveis Culturals. |
|               | El Teatre Teixidors a mà/Teatreneu, instal·lat al barri de Gràcia de Barcelona, dona el nom de “Xavier Fàbregas” a la sala gran del teatre. |
| 1989          | Simpòsium d’Antropologia Cultural sobre Xavier Fàbregas, organitzat per Maryse Badiou, a l'Ateneu Barcelonès, del 6 al 10 de novembre. Publicació de les ponències per les Publicacions de l’Abadia de Montserrat, Barcelona, 1990, a cura de Maryse Badiou. |
| 1990          | Creació del Premi Xavier Fàbregas per a joves autors pel Teatro Laboratorio de la Universitat de Palerm. |
|               | Teatre en viu (1973-1976),recull de crítiques de Xavier Fàbregas, volum a cura de Maryse Badiou, introducció d’Antoni Bartomeus, Publicacions de l’Institut del Teatre, col·lecció Monografies de Teatre, 419 p. |
|               | Adaptació de La filla del mar, d’Àngel Guimerà, Edicions 62, col·lecció El Galliner, 100, Barcelona (segona edició). |
| 1993          | “Homenatge a Xavier Fàbregas, home de teatre”, organitzat per la Universitat de París-Sorbona (París IV)/Centre d’Études Catalanes, París, 16 de novembre. Donarà lloc al volum Homenatge a Xavier Fàbregas, Barcelona, 1996, Publicacions de l’Abadia de Montserrat, Biblioteca Milà i Fontanals, 24, 85 p. |
| 1993          | Surt publicat el volum Xavier Fàbregas. Bibliografia (1951-1985), de Maryse Badiou, editat per l’Institut del Teatre de la Diputació de Barcelona, 243 p., que recull la bibliografia completa de l’autor. |
|               | Direcció editorial juntament amb G. Pérez Sevilla de: Els rius de Catalunya.- Barcelona: Liberpress, 1993 (Fascicles del diari Avui). |
| 1994          | La música contemporània a Catalunya. Conversa amb Josep M. Mestres Quadreny.- Barcelona: La Magrana.- (Els Orígens; 36).- 114 p. |
|               | Presentació i selecció a: Frederic Soler (Pitarra): Gatades.- Barcelona: La Magranas, 1994 |
| 1995          | Teatre en viu (1977-1982), recull de crítiques de Xavier Fàbregas, llibre a cura de Maryse Badiou, introducció de Joan Castells, Publicacions de l’Institut del Teatre, col·lecció Monografies de Teatre, 34, 384 p. |
| 1997          | Entre art i societat, poder i contrapoder: una visió de teatre nacional.- Publicat a la revista Quaderns del Nacional.- Barcelona: Edicions del teatre Nacional, 1997 |
| 1996          | Homenatge a Xavier Fàbregas : Universitat de Paris-Sorbonne, Centre d'Études Catalanes, 16 de novembre de 1993.- Barcelona: Publicacions de l'Abadia de Montserrat, 1996. |
| 2005          | Serra d’Or dedica un dossier a Xavier Fàbregas, sota el títol Xavier Fàbregas, vint anys després, setembre 2005, núm. 549, p. 40 a 58. |
| 2006          | Amb motiu del 75 aniversari del naixement de l'autor surt publicat Xavier Fàbregas 1931-1985 : Montcada i Reixac commemora el 75è aniversari de seu naixement, editat per l'Ajuntament de Moncada i Reixac. |
| 2010          | 18 de desembre. Inauguració a Montserrat d'un memorial Xavier Fàbregas, quan es compleixen 25 anys de la seva mort. Es col·locà al camí dels Degotalls un relleu de bronze, obra de l'artista Mariona Millà. "La inauguració va ser presidida per l'abat Josep Maria Soler, que recordà la dilatada vinculació de l'escriptor i crític amb Montserrat, a través de la revista Serra d'Or. L'actriu Marta Millà va llegir uns fragments del Càntic dels càntics. Les flautistes Montserrat Badal i Mireia Capdevila varen interpretar els següents cants del Llibre Vermell: Stella Splendens, Laudemus Virginem Splendens ceptigera, Mariam Matrem Virginem, i els duets de Sarastro, la Marxa dels Sacerdots de la Flauta Màgica de Mozart i la Cançó de la Moreneta en sou, de Jacint Verdaguer i Antoni Nicolau. L'actor Albert Vidal enlairà solemnement el colom de la pau, la neta de l'homenatjat va llegir un conte breu dedicat a l'avi i la vídua Fàbregas, Maryse Badiou, va cloure l'acte amb unes emocionades paraules d'agraïment".                |
| 2019          | Lliurament de l'arxiu personal de Xavier Fàbregas a la Biblioteca de Montserrat, per part de la seva vídua la senyora Maryse Badiou |
| 2021          | Donació del Fons de l'Arxiu de Xavier Fàbregas de la Fundació Cultura Montcada, a la Biblioteca de Montserrat, per part de l'Ajuntament de Montcada i Reixac, mitjançant signatura d'un conveni el 18 d'octubre de 2021 |
| 2021          | L'artista Mariona Millà donà a la Biblioteca de Montserrat, mitjançant un conveni signat el 28 d'octubre de 2021, tres retrats a l'aquarel·la de Xavier Fàbregas i un motlle de guix i silicona del relleu en ceràmica, que va fer per homenatjar Xavier Fàbregas. El relleu de ceràmica està al Camí dels Degotalls a Montserrat. |

## Premis[28]
- Premi Ignasi Iglésias dels Jocs Florals de París (1965): Aquesta terra (Obra de teatre inèdita).
- Premi Antoni de Bofarull del Centre de Lectura de Reus (1970): Àngel Guimerà, les dimensions d'un mite.
- Premi Xarxa d'Assaig (1982): El fons ritual de la vida quotidiana.
- Premi Crítica Serra d'Or de Literatura i Assaig (1984): El llibre de les bèsties.
- Premi Nacional d'Activitats Teatrals (1985): Per la seva trajectòria (pòstum).
- Premi Crítica Serra d'Or de Teatre (1986): Per la seva trajectòria (pòstum).

## Obra relacionada amb el teatre

### Teatre
- Partits pel mig. Barcelona: Nereida, 1957.
- El nuevo rapto de Elena. Barcelona: Occitania, 1964
- Aquesta terra, 1965 (inèdita)
- Balades del clam i de la fam. Barcelona: Edicions 62, 1967.
- A l'Àfrica, minyons!; Francesos, liberals i trabucaires. Palma: Moll, 1972.

### Crítica literària o assaig
- Història del teatre universal. Barcelona: Bruguera, 1966.
- Teatre català d'agitació política. Barcelona: Edicions 62, 1969.
- Àngel Guimerà, les dimensions d'un mite. Barcelona: Edicions 62, 1971.
- Aproximació a la història del teatre català modern. Barcelona: Curial, 1972.
- Introducció al llenguatge teatral: de la tragèdia al happening. Barcelona: Edicions 62, 1973.
- Les formes de diversió en la societat catalana romàntica. Barcelona: Curial, 1975.
- El teatre o la vida. Barcelona: Galba-Sagitario, 1976.
- Cavallers, dracs i dimonis: itinerari a través de les festes populars. Barcelona: Publicacions de l'Abadia de Montserrat, 1976.
- De l'off Barcelona a l'acció comarcal: dos anys de teatre català: 1967-1968. Barcelona: Edicions 62-Institut del Teatre, 1976.
- Història del teatre català. Barcelona: Llibreria Millà, 1978.
- El pessebre vivent de Corbera de Llobregat. Barcelona: La Magrana, 1979.
- Iconologia de l'espectacle. Barcelona: Edicions 62, 1979.
- Tradicions, mites i creences dels catalans. Barcelona: Edicions 62, 1979.
- Josep M. Folch i Torres i el teatre fantàstic.- Barcelona: Millà, 1980.
- De la cuina al menjador. Barcelona: La Magrana, 1982.
- El fons ritual de la vida quotidiana. Barcelona: Edicions 62, 1982; 1987.
- El llibre de les bèsties: zoologia fantàstica catalana. Barcelona: Edicions 62, 1983. (Fotografies de Jordi Gumí). Premi Crítica Serra d'Or d'assaig, 1984
- Les arrels llegendàries de Catalunya. Barcelona: La Magrana, 1987.
- Teatre en viu. Barcelona: Edicions 62-Institut del Teatre, 3 vol., 1987-1993.
- La música contemporània a Catalunya. Conversa amb Josep M. Mestres Quadreny. Barcelona: La Magrana, 1994.
- Els orígens del drama contemporani. Barcelona: Edicions 62, 1995.

### Narrativa de viatges
- Catalans terres enllà. Barcelona: Bruguera, 1967.
- Entre Catalunya i Aragó: viatge per la frontera de la llengua. Barcelona: Selecta, 1971.
- Europa, Europa! Barcelona: Edicions 62, 1982.
- Viaje a la Cataluña fantástica, La Vanguardia, 1984

### Novel·la
- L'encalç. Barcelona: La Magrana, 1982; 1986.

### Narrativa infantil i juvenil
- Infants, quissos i mixetes. Barcelona: Publicacions de l'Abadia de Montserrat, 1976, 1982.

### Traduccions
- François Le Lionnais: Premios de belleza en ajedrez.- Barcelona : Bruguera, 1965, 1972.
- Leon Còrdas: La Font de bones gràcies.- Barcelona: Occitània, 1967
- Eugenio Barba: La Búsqueda de los contrarios.- [Barcelona, entre 1980 i 1982] (Mecanoscrit)
- Eugène Labiche: La Guardiola.- Barcelona: Edicions 62, 1995

### Conferències enregistrades
- De Serafí Pitarra a Frederic Soler.- Barcelona: Ateneu Barcelonès, 30 febrer de 1975.[29]
- La literatura catalana davant la Guerra Civil, el franquisme i l'exili.- Barcelona: Universitat de Barcelona. Centre d'Estudis Històrics Internacionals: Fondation internationale d'études historiques et sociales sur la guerre civile d'Espagne de 1936-1939, 20 de novembre i 1 de desembre de 1978.
- El teatre català de la postguerra.- Barcelona: Ateneu Barcelonès, 15 gener de 1979.[30]
- Teatre modernista.- Barcelona: Ateneu Barcelonès, 14 febrer 1980.[31]
- Josep Ma de Sagarra, dramaturg.- Barcelona: Ateneu Barcelonès, 2 desembre 1981.[32]
- L'obra de Joan Puig i Ferreter en el seu centenari.- Barcelona: Ateneu Barcelonès, 5 febrer de 1982.[33]
- El teatre popular.- Barcelona: Ateneu Barcelonès, 1985.[34]

### Entrevistes enregistrades
- L'Escurçó.- Barcelona: Ràdio Barcelona, 1971.

### Manuscrits i obra gràfica
Al Centre de Documentació i Museu de les Arts Escèniques, on Xavier Fàbregas va exercir gran part de la dedicació professional, s'hi troben textos i conferències inèdites relacionades amb el món del teatre.
El Fons d'arxiu de Xavier Fàbregas està actualment a la Biblioteca de Montserrat, amb el número de manuscrit 1589. Hi ha la part corresponent a la donació de la vídua Maryse Badiou (2019), la donació del Fons Xavier Fàbregas de la Fundació Cultural Montcada, de Montcada i Reixac (2021), més tres retrats a l'aquarel·la de Xavier Fàbregas i un motlle de guix i silicona del relleu en ceràmica de Xavier Fàbregas, de l'artista Mariona Millà (2021).